# Emil Hegle Svendsen
Emil Hegle Svendsen (Trondheim, 12 luglio 1985) è un ex biatleta ed ex fondista norvegese, quattro volte campione olimpico nel biathlon: nell'individuale e nella staffetta a Vancouver 2010 e nella partenza in linea e nella staffetta mista a Soči 2014.

## Biografia

### Carriera nel biathlon

#### Stagioni 2006-2008
Ha iniziato a praticare biathlon a livello agonistico nel 1997 ed è entrato a far parte della nazionale norvegese nel 2006. In Coppa del Mondo ha esordito l'8 dicembre 2005 nell'individuale di Osrblie (68°), ha conquistato il primo podio il 12 gennaio 2006 nella staffetta di Ruhpolding (3°) e la prima vittoria il 17 dicembre dello stesso anno nella staffetta di Hochfilzen.
Ai Mondiali di Östersund in Svezia nel 2008 ha vinto la medaglia d'oro nella partenza in linea, davanti al compagno di squadra Ole Einar Bjørndalen, e nell'individuale. Nella stessa stagione in Coppa ha conquistato sei vittorie e altri sette podi: così si è dimostrato l'atleta più vincente della stagione dietro al compagno di squadra Bjørndalen, anche se si è piazzato solo al terzo posto nella graduatoria generale a fine stagione.

#### Stagioni 2009-2010
Nella stagione 2008-2009, dopo una buona partenza, si è ammalato e non ha potuto partecipare a molte gare. Questo problema gli ha fatto perdere la leadership in Coppa; a fine stagione si è leggermente ripreso e ha concluso ancora al terzo posto nella classifica generale.
Ai XXI Giochi olimpici invernali di Vancouver 2010 ha conquistato la medaglia d'oro nella prova individuale di 20 km e nella staffetta 4 x 7,5 km e quella d'argento nella gara sprint di 10 km, dietro al francese Vincent Jay. A fine stagione si è aggiudicato la Coppa del Mondo generale.

#### Stagioni 2011-2013
Nelle stagioni seguenti è stato costantemente tra gli atleti più vittoriosi ai Mondiali: a Chanty-Mansijsk 2011, Ruhpolding 2012 e Nové Město na Moravě 2013 ha conquistato complessivamente undici medaglie, con otto ori.
Negli stessi anni in Coppa del Mondo ha continuato a gareggiare ai massimi livelli con regolarità, conquistando numerosi podi e vittorie tanto individuali quanto a squadre; pur senza riuscire a bissare la vittoria della coppa generale, nel 2011 ha comunque vinto due coppe di specialità (individuale e partenza in linea).

#### Stagioni 2014-2018
Ai XXII Giochi olimpici invernali di Soči 2014 ha vinto la medaglia d'oro nella partenza in linea e nella staffetta mista e si è classificato 9° nella sprint, 7° nell'individuale, 7° nell'inseguimento e 4° nella staffetta; nel 2014 in Coppa del Mondo ha nuovamente conquistato il trofeo di individuale.
Ai Mondiali di Kontiolahti 2015 ha vinto la medaglia d'argento nell'individuale e nella staffetta ed è stato 36º nella sprint, 19º nell'inseguimento e 15º nella partenza in linea. L'anno dopo, nella rassegna iridata di Oslo Holmenkollen, ha conquistato la medaglia d'oro nella staffetta e quella di bronzo nell'inseguimento. Ai XXIII Giochi olimpici invernali di Pyeongchang 2018 ha vinto la medaglia d'argento nella staffetta mista e nella staffetta, quella di bronzo nella partenza in linea e si è classificato 18º nella sprint, 20º nell'inseguimento e 10º nell'individuale.

### Carriera nello sci di fondo
Saltuariamente Svendsen prende parte anche a gare secondarie di fondo, tuttavia, ai Mondiali juniores del 2005 ha conquistato la medaglia di bronzo nella 10 km a tecnica libera e quella d'argento nella staffetta (insieme ai compagni Kjell Christian Markset, Petter Northug e Ronny André Hafsås).
Ha debuttato in Coppa del Mondo il 19 novembre 2011 nella 15 km a tecnica libera di Sjusjøen (15°).

## Palmarès

### Biathlon

#### Olimpiadi
- 8 medaglie:
  - 4 ori (individuale[1], staffetta[1] a Vancouver 2010; partenza in linea, staffetta mista[1] a Soči 2014)
  - 3 argenti (sprint[1] a Vancouver 2010; staffetta mista, staffetta a Pyeongchang 2018)
  - 1 bronzo (partenza in linea a Pyeongchang 2018)

#### Mondiali
- 21 medaglie:
  - 12 ori (individuale[1], partenza in linea[1] a Östersund 2008; staffetta[1] a Pyeongchang 2009; partenza in linea[1], staffetta[1] a Chanty-Mansijsk 2011; staffetta[1], staffetta mista[1] a Ruhpolding 2012; sprint[1], inseguimento[1], staffetta[1], staffetta mista[1] a Nové Město na Moravě 2013; staffetta[1] a Oslo Holmenkollen 2016)
  - 6 argenti (staffetta[1] a Östersund 2008; staffetta mista[1] a Chanty-Mansijsk 2010; inseguimento[1] a Chanty-Mansijsk 2011; sprint[1] a Ruhpolding 2012; individuale[1], staffetta[1] a Kontiolahti 2015)
  - 3 bronzi (staffetta mista ad Anterselva 2007; partenza in linea[1] a Nové Město na Moravě 2013; inseguimento[1] a Oslo Holmenkollen 2016)

#### Mondiali juniores
- 3 medaglie:
  - 2 ori (individuale, sprint a Kontiolahti 2005)
  - 1 argento (inseguimento a Kontiolahti 2005)

#### Mondiali giovanili
- 4 medaglie:
  - 2 ori (inseguimento, staffetta ad Alta Moriana 2004)
  - 2 bronzi (individuale, inseguimento a Kościelisko 2003)

#### Coppa del Mondo
- Vincitore della Coppa del Mondo nel 2010
- Vincitore della Coppa del Mondo di individuale nel 2011 e nel 2014
- Vincitore della Coppa del Mondo di sprint nel 2010
- Vincitore della Coppa del Mondo di partenza in linea nel 2011
- 103 podi (74 individuali, 29 a squadre), oltre a quelli conquistati in sede olimpica ed iridata e validi anche ai fini della Coppa del Mondo:
  - 47 vittorie (31 individuali, 16 a squadre)
  - 24 secondi posti (17 individuali, 7 a squadre)
  - 32 terzi posti (26 individuali, 6 a squadre)

##### Coppa del Mondo - vittorie
| Data             | Località             | Nazione       | Specialità                                                                       |
| ---------------- | -------------------- | ------------- | -------------------------------------------------------------------------------- |
| 17 dicembre 2006 | Hochfilzen           | Austria       | RL (con Frode Andresen, Lars Berger e Halvard Hanevold)                          |
| 11 gennaio 2007  | Ruhpolding           | Germania      | RL (con Halvard Hanevold, Frode Andresen e Ole Einar Bjørndalen)                 |
| 9 dicembre 2007  | Hochfilzen           | Austria       | RL (con Alexander Os, Halvard Hanevold e Ole Einar Bjørndalen)                   |
| 13 dicembre 2007 | Pokljuka             | Slovenia      | IN                                                                               |
| 4 gennaio 2008   | Oberhof              | Germania      | RL (con Alexander Os, Halvard Hanevold e Ole Einar Bjørndalen)                   |
| 10 gennaio 2008  | Ruhpolding           | Germania      | RL (con Rune Brattsveen, Halvard Hanevold e Ole Einar Bjørndalen)                |
| 27 febbraio 2008 | Pyeongchang          | Corea del Sud | SP                                                                               |
| 8 marzo 2008     | Chanty-Mansijsk      | Russia        | PU                                                                               |
| 13 marzo 2008    | Oslo Holmenkollen    | Norvegia      | SP                                                                               |
| 6 dicembre 2008  | Östersund            | Svezia        | SP                                                                               |
| 12 dicembre 2008 | Hochfilzen           | Austria       | SP                                                                               |
| 13 dicembre 2008 | Hochfilzen           | Austria       | PU                                                                               |
| 15 gennaio 2009  | Ruhpolding           | Germania      | RL (con Alexander Os, Halvard Hanevold e Ole Einar Bjørndalen)                   |
| 23 gennaio 2009  | Anterselva           | Italia        | SP                                                                               |
| 28 marzo 2009    | Chanty-Mansijsk      | Russia        | PU                                                                               |
| 3 dicembre 2009  | Östersund            | Svezia        | IN                                                                               |
| 12 dicembre 2009 | Hochfilzen           | Austria       | PU                                                                               |
| 7 gennaio 2010   | Oberhof              | Germania      | RL (con Halvard Hanevold, Tarjei Bø e Ole Einar Bjørndalen)                      |
| 15 gennaio 2010  | Ruhpolding           | Germania      | SP                                                                               |
| 16 gennaio 2010  | Ruhpolding           | Germania      | MS                                                                               |
| 2 dicembre 2010  | Östersund            | Svezia        | IN                                                                               |
| 4 dicembre 2010  | Östersund            | Svezia        | SP                                                                               |
| 12 dicembre 2010 | Hochfilzen           | Austria       | RL (con Alexander Os, Ole Einar Bjørndalen e Tarjei Bø)                          |
| 12 gennaio 2011  | Ruhpolding           | Germania      | IN                                                                               |
| 10 febbraio 2011 | Fort Kent            | Stati Uniti   | SP                                                                               |
| 12 febbraio 2011 | Fort Kent            | Stati Uniti   | PU                                                                               |
| 19 marzo 2011    | Oslo Holmenkollen    | Norvegia      | PU                                                                               |
| 20 marzo 2011    | Oslo Holmenkollen    | Norvegia      | MS                                                                               |
| 10 dicembre 2011 | Hochfilzen           | Austria       | PU                                                                               |
| 11 dicembre 2011 | Hochfilzen           | Austria       | RL (con Rune Brattsveen, Lars Berger e Tarjei Bø)                                |
| 14 gennaio 2012  | Nové Město na Moravě | Rep. Ceca     | SP                                                                               |
| 5 febbraio 2012  | Oslo Holmenkollen    | Norvegia      | MS                                                                               |
| 18 marzo 2012    | Chanty-Mansijsk      | Russia        | MS                                                                               |
| 15 dicembre 2012 | Pokljuka             | Slovenia      | PU                                                                               |
| 7 dicembre 2013  | Hochfilzen           | Austria       | RL (con Vetle Sjåstad Christiansen, Ole Einar Bjørndalen e Tarjei Bø)            |
| 3 gennaio 2014   | Oberhof              | Germania      | SP                                                                               |
| 4 gennaio 2014   | Oberhof              | Germania      | PU                                                                               |
| 11 gennaio 2014  | Ruhpolding           | Germania      | IN                                                                               |
| 12 gennaio 2014  | Ruhpolding           | Germania      | PU                                                                               |
| 3 dicembre 2014  | Östersund            | Svezia        | IN                                                                               |
| 20 dicembre 2014 | Pokljuka             | Slovenia      | PU                                                                               |
| 15 gennaio 2015  | Ruhpolding           | Germania      | RL (con Ole Einar Bjørndalen, Erlend Bjøntegaard e Johannes Thingnes Bø)         |
| 25 gennaio 2015  | Anterselva           | Italia        | RL (con Ole Einar Bjørndalen, Tarjei Bø, e Johannes Thingnes Bø)                 |
| 15 gennaio 2016  | Ruhpolding           | Germania      | RL (con Ole Einar Bjørndalen, Johannes Thingnes Bø e Tarjei Bø)                  |
| 11 gennaio 2017  | Ruhpolding           | Germania      | RL (con Ole Einar Bjørndalen, Vetle Sjåstad Christiansen e Lars Helge Birkeland) |
| 26 novembre 2017 | Östersund            | Svezia        | MX (con Ingrid Landmark Tandrevold, Tiril Eckhoff e Johannes Thingnes Bø)        |
| 12 gennaio 2018  | Ruhpolding           | Germania      | RL (con Lars Helge Birkeland, Tarjei Bø e Johannes Thingnes Bø)                  |

Legenda:

IN = individuale

SP = sprint

PU = inseguimento

MS = partenza in linea

RL = staffetta

MX = staffetta mista

### Sci di fondo

#### Mondiali juniores
- 2 medaglie:
  - 1 argento (staffetta a Rovaniemi 2005)
  - 1 bronzo (10 km a tecnica libera a Rovaniemi 2005)

#### Coppa del Mondo
- Miglior piazzamento in classifica generale: 130º nel 2012